# Bossossowa (Ichirnawa)
Bossossowa (auch: Bossossoua) ist ein Dorf in der Landgemeinde Ichirnawa in Niger.

## Geographie
Das Dorf liegt rund eineinhalb Kilometer nordwestlich des Hauptorts Ichirnawa der gleichnamigen Landgemeinde, die zum Departement Kantché in der Region Zinder gehört. Eine weitere Siedlung in der Umgebung von Bossossowa ist Kawari im Südwesten.
Bossossowa ist Teil der Übergangszone zwischen Sahel und Sudan. Die durchschnittliche jährliche Niederschlagsmenge beträgt hier zwischen 400 und 500 mm.

## Bevölkerung
Bei der Volkszählung 2012 hatte Bossossowa 565 Einwohner, die in 80 Haushalten lebten. Bei der Volkszählung 2001 betrug die Einwohnerzahl 881 in 137 Haushalten und bei der Volkszählung 1988 belief sich die Einwohnerzahl auf 1181 in 194 Haushalten.

## Wirtschaft und Infrastruktur
Es gibt eine Schule in der Siedlung. Die 9,89 Kilometer lange Route 741 zwischen dem Gemeindehauptort Ichirnawa und der Nationalstraße 10 führt durch Bossossowa. Im Dorf zweigt die 2,9 Kilometer lange Route 763 zu einer Produktionsstätte am Trockental Korama ab. Es handelt sich bei beiden Routen um wenig ausgebaute Landstraßen.